# Zasłonak czerwonawy
Zasłonak czerwonawy (Cortinarius latus (Pers.) Fr.) – gatunek grzybów należący do rodziny zasłonakowatych (Cortinariaceae).

## Systematyka i nazewnictwo
Pozycja w klasyfikacji według Index Fungorum: Cortinarius, Cortinariaceae, Agaricales, Agaricomycetidae, Agaricomycetes, Agaricomycotina, Basidiomycota, Fungi.
Po raz pierwszy opisał go w 1838 r. Christiaan Hendrik Persoon, nadając mu nazwę Agaricus latus. W 1838 r. Elias Fries przeniósł go do rodzaju Cortinarius. Niektóre inne synonimy:
- Cortinarius latus var. brevisporus (Jul. Schäff.) Quadr. 1985
- Cortinarius rufolatus var. brevisporus (Jul. Schäff.) Bidaud, Moënne-Locc. & Reumaux 1996
- Phlegmacium latum var. brevisporum Jul. Schäff. 1960

Polską nazwę zaproponował Władysław Wojewoda w 2003 r.

## Występowanie i siedlisko
Podano nieliczne stanowiska w Europie, Ameryce Północnej iAzji. W Polsce do 2003 r. znane było tylko jedno stanowisko i to historyczne, podane przez Kaufmanna w 1912 r. w Elblągu. Według W. Wojewody jest to być może gatunek na terenie Polski wymarły.
Naziemny grzyb mykoryzowy. Występuje w lasach pod sosnami.